# Claus Adam
Claus Adam (auch: Klaus Adam; * 5. November 1917 auf Sumatra, Niederländisch-Indien; † 4. Juli 1983 in New York City, Vereinigte Staaten) war ein US-amerikanischer Violoncellist, Musikpädagoge und Komponist österreichischer Herkunft. Bekannt war er als langjähriger Cellist des Juilliard String Quartets.

## Leben
Claus Adams Vater war der österreichische Ethnologe und Fotograf Tassilo Adam (1878–1955), der zur Zeit der Geburt seines Sohnes auf Sumatra arbeitete. Seine Mutter war Johanna Adam geb. Musch. Die ersten Lebensjahre verbrachte Claus Adam in Niederländisch-Indien. Im Alter von sechs Jahren ging seine Familie nach Österreich zurück. Hier erhielt er am Mozarteum in Salzburg seinen ersten Musikunterricht. 1929 emigrierte seine Familie nach New York, wo sein Vater Kurator für orientalische Kunst am Brooklyn Museum wurde. 1935 erhielt Carl Adam die US-amerikanische Staatsbürgerschaft. Cellounterricht erhielt er von 1935 bis 1938 bei Josef Emont, dem aus Belgien stammenden ersten Cellisten des New York Philharmonic Orchestra. Er gewann mit dem Gabrilowitch Memorial Award ein Stipendium bei Emanuel Feuermann, bei dem er von 1938 bis 1943 Unterricht erhielt und über den Adam auch den Artikel Emanuel Feuermann: A Tribute 25 years later schrieb. Auch von Demetrius Constantine Dounis erhielt er Unterricht. Dirigieren lernte er bei Léon Barzin. Unter dessen Leitung spielte er von 1935 bis 1940 bei der National Orchestral Association (NOA). Ab 1938 spielte er im Minneapolis Symphony Orchestra. Von 1940 bis 1943 war er hier Erster Cellist unter Dimitri Mitropoulos. Danach war er zunächst Mitglied der US Air Force. Im Sommer 1942 hatte er erstmals Kompositionsunterricht bei Stefan Wolpe. 1943 studierte er nochmals sechs Monate bei Wolpe. Von 1946 bis 1948 war er Cellist bei WOR Radio in New York City. Er war Gründungsmitglied des New Music Quartet dessen Cellist er von 1948 bis 1955 war. Von 1955 bis 1974 spielte er beim Juilliard String Quartet als Nachfolger von Arthur Winograd (1920–2010). Er unterrichtete Violoncello von 1955 bis 1983 an der Juilliard School und von 1974 bis 1983 am Mannes College of Music. E hielt auch Kurse beim Aspen Music Festival and School. 1975 erhielt er ein Guggenheim-Stipendium für Komposition, das ihm im Frühjahr 1976 einen Aufenthalt als Composer-in-Residence an der American Academy in Rome ermöglichte. Hier arbeitete er an seinen Concerto Variations.
Zu seinen Schülern zählten Stephen Kates (1943–2003), Paul Tobias (1946–2014), Robert Colver Kogan (* 1940), Beth Craig, Julie Diesslin, Mark Russell Smith und Joel Krosnick, sein Nachfolger beim Juilliard String Quartet.
Am 9. Juni 1983 erlitt er einen Schlaganfall, fiel daraufhin ins Koma und starb am 4. Juli 1983 im Alter von fünfundsechzig Jahren im St. Luke's-Roosevelt Hospital Center in New York City. Am 28. September 1940 heiratete er Eleanor Randolph Bentz. Gemeinsam hatten sie eine Tochter, Elizabeth Johanna.

## Werke (Auswahl)
- Streichquartett. Das Werk wurde vom Juilliard String Quartet in New York am 2. Mai 1948 bei einer Veranstaltung der Internationalen Gesellschaft für Neue Musik uraufgeführt.[14]
- Klaviersonate, komponiert 1948. Das Werk wurde von Jacob Maxin, einem Schüler Stefan Wolpes 1948 uraufgeführt und im Februar 1984 eingespielt. Die Aufnahme wurde bei CRI unter CRL 478 veröffentlicht.[14][19]
- Streichtrio, komponiert 1968, publiziert bei G. Schirmer[20]
- Herbstgesänge für Sopran und Klavier nach Georg Trakl, 1969[4]
- Concerto for Cello für Violoncello und Orchester, komponiert 1973, publiziert bei G. Schirmer.[21] Es ist ein Auftragswerk der Ford Foundation und wurde von Stephen Kates und dem Cincinnati Symphony Orchestra am 26. Oktober 1973 in Cincinnati uraufgeführt,[4][14][22] der es mit dem Louisville Orchestra unter Jorge Mester einspielte.[18]
- Streichquartett, 1975[1][4] Das Werk war ein Auftragswerk der Naumburg Foundation für das American String Quartet, bestehend aus den Violinisten Mitchell Stern und Laurie Carney, dem Bratscher David Avshalomov und dem Cellisten David Geber. Das Werk wurde von ihnen im April 1983 eingespielt und bei CRI unter CRL 478 veröffentlicht.[14][19]
- Concerto Variations für Orchester, 1976, publiziert bei G. Schirmer[23], uraufgeführt am 5. April 1977.[4] Als composer-in-residence arbeitete er an dem Werk während seines Aufenthaltes an der American Academy in Rom. Es entstand mit Unterstützung des National Endowment of the Arts. Das Werk wurde dem National Orchestral Association Orchestra gewidmet, das es prämierte und uraufführte. Es erreichte die Finalrunde bei der Vergabe des Pulitzer-Preises 1978.[24][25]
- Fantasie für Violoncello, 1980
- Toccata and Elegia für Streichquartett, komponiert 1983, publiziert bei G. Schirmer.[26] Es sind Teile eines unvollendeten dritten Streichquartetts[4]